# The Common Linnets
The Common Linnets és el nom del duo efímer compost per Ilse DeLange i Waylon. El 10 de maig de 2014, van acabar en segon lloc al Festival de la Cançó d'Eurovisió 2014 amb la cançó Calm after the storm. Al festival van guanyar dos premis Marcel Bezençon: per la millor actuació i la millor cançó. El 9 de maig de 2014 van llançar el seu àlbum, també amb el nom The Common Linnets.